# Invincible (film, 2014)
Pour les articles homonymes, voir Invincible.
Série
Invincible : Le Chemin de la rédemption
(2018)
Pour plus de détails, voir Fiche technique et Distribution.
Invincible (Unbroken) est un film biographique américain produit et réalisé par Angelina Jolie, sorti en avant-première à Sydney (Australie) le 17 novembre 2014, aux États-Unis le 25 décembre 2014, et dans le reste du monde le 7 janvier 2015. 
Le scénario est fondé sur le livre Unbroken: A World War II Story of Survival, Resilience, and Redemption (2010) de Laura Hillenbrand, décrivant la vie de l'athlète olympique Louis Zamperini (1917-2014).

## Synopsis
En 1943, durant la Seconde Guerre mondiale, un avion s'écrase en mer. Huit membres de l'équipage meurent et seulement trois, dont l'athlète olympique américain Louis Zamperini, survivent durant 47 jours sur un canot de sauvetage sauf un. Ils sont ensuite capturés par la marine impériale japonaise et envoyés dans un camp de prisonniers de guerre, à Ōmori où ils sont soumis à des travaux forcés.

## Fiche technique
- Titre original : Unbroken
- Titre français et québécois : Invincible
- Réalisation : Angelina Jolie
- Scénario : Joel et Ethan Coen, Richard LaGravenese et William Nicholson, d'après Invincible : une histoire de survie et de rédemption (Unbroken: A World War II Story of Survival, Resilience, and Redemption) de Laura Hillenbrand
- Direction artistique : Jon Hutman
- Décors : Bill Booth, Jacinta Leong et Charlie Revai
- Costumes : Louise Frogley
- Photographie : Roger Deakins
- Montage : Tim Squyres
- Musique : Alexandre Desplat
- Production : Matthew Baer, Angelina Jolie, Erwin Stoff et Clayton Townsend
- Sociétés de production : Legendary Pictures, Jolie Pas et 3 Arts Entertainment
- Société de distribution : Universal Pictures
- Budget: 65 000 000 $
- Pays de production :  États-Unis
- Langues originales : anglais, japonais et italien
- Format : couleur — 35 mm — 2,35:1 — son DTS / Dolby Digital / SDDS / Dolby Atmos
- Genre : biographie, guerre
- Durée : 137 minutes
- Dates de sortie :
  - États-Unis, Canada : 25 décembre 2014
  - France : 7 janvier 2015

- Classification :
  - États-Unis : PG-13
  - France : Tous publics avec avertissement (visa d'exploitation n°141317), film déconseillé aux moins de 12 ans lors de sa diffusion à la télévision.

## Distribution
- Jack O'Connell (VF : Valentin Merlet ; VFQ : Philippe Martin) : Louis « Louie » Zamperini
- Domhnall Gleeson (VF : Gilduin Tissier ; VFQ : David Laurin) : Russell Allen Phillips
- Miyavi (VF : Adrien Larmande) : Mutsuhiro Watanabe
- Garrett Hedlund (VF : Adrien Antoine ; VFQ : Alexandre Fortin) : John Fitzgerald
- Finn Wittrock : Francis McNamara
- Jai Courtney (VF : Jérémie Covillault ; VFQ : Frédérik Zacharek) : Hugh « Cup » Cuppernell
- John Magaro : Frank A. Tinker
- Luke Treadaway (VF : Damien Ferrette) : Miller
- Alex Russell (VF : Gauthier Battoue) : Pete Zamperini, adulte
- John D'Leo : Pete Zamperini, jeune
- Ross Anderson (VF : Jérémy Bardeau) : Blackle
- C. J. Valleroy : Louis Zamperini, jeune
- Louis McIntosh : Harris
- Jordan Patrick Smith (VF : Loïc Houdré) : Clift
- Spencer Lofranco (VF : Laurent Sao) : Harry Brooks
- Stephen J.Douglas (VF : Emmanuel Karsen) : Clarence Douglas
- Ryan Ahern (VF : Thibaut Lacour) : Mitchell "Glassman"
- Maddalena Ischiale : Louise Zamperini
- Vincenzo Amato : Anthony Zamperini
- David Roberts : l'officier Collier
- Morgan Griffin : une belle blonde

 Source et légende : version française (VF) sur RS Doublage et selon le carton du doublage français. ; version québécoise (VQ) sur Doublage.qc.ca

## Production

### Genèse et développement

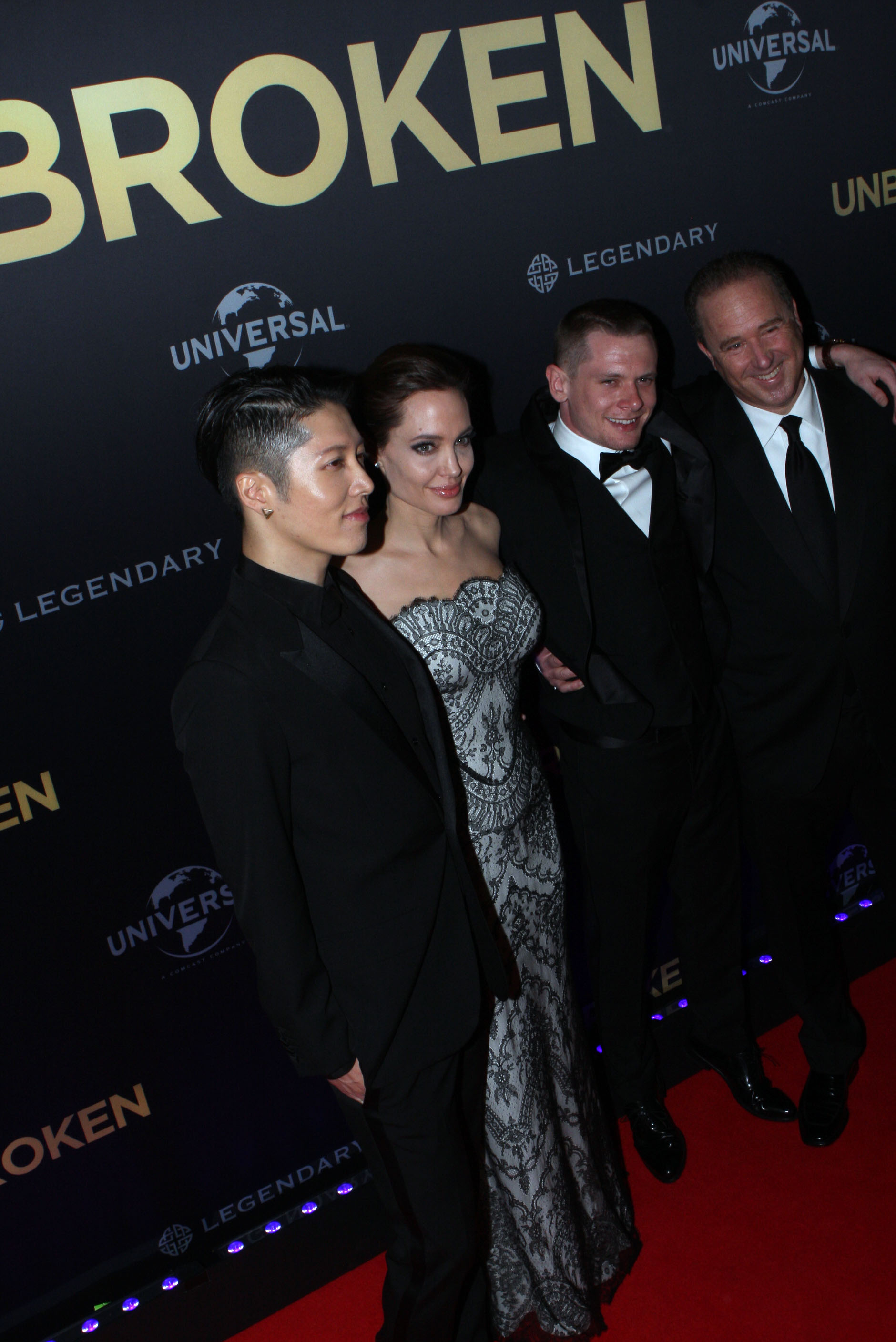
La réalisatrice Angelina Jolie, à la première mondiale du film, avec les acteurs Miyavi, Jack O'Connell, et le producteur Matthew Baer.

L'adaptation cinématographique de la vie de Louis Zamperini est envisagée dès les années 1950 par Universal Studios, avec Tony Curtis pour l'incarner. Des années plus tard, l'idée est relancée par l'intérêt de Nicolas Cage,. Mais ce n'est qu'en 2011 que le projet se concrétise avec l'achat des droits du livre Invincible : une histoire de survie et de rédemption de Laura Hillenbrand par Universal. Alors que Francis Lawrence était pressenti comme réalisateur, Angelina Jolie montre son intérêt pour cette histoire « d'héroïsme, d'humanité, de foi et de courage » selon ses propos. Cette dernière avait déjà rencontré Louis Zamperini, qui habitait à côté de chez elle. Ce dernier expliquera à son sujet : « Angelina est devenue une personne importante dans ma vie. Elle sait ce qu’elle veut et ce qu’elle fait et je lui fais confiance à 100 %. Je suis persuadé qu’Invincible sera un film formidable ».
La première version du script est écrite par Richard LaGravenese et William Nicholson. Après l'arrivée d'Angelina Jolie comme réalisatrice, les frères Joel et Ethan Coen sont engagés pour des réécritures.

### Attribution de rôles
Pour incarner Louis Zamperini, Jack O'Connell était en « compétition » avec Dane DeHaan.

### Tournage
Le tournage a eu lieu du 16 octobre 2013 au 4 février 2014, entièrement en Australie. L'un des producteurs, Clayton Townsend, justifie ce choix : « Sa géographie variée répondait à nos besoins, elle offrait nombre de professionnels qualifiés pour nous venir en aide, sans oublier un crédit d’impôt cinéma et deux studios majeurs à notre disposition ».

### Musique
Albums de Alexandre Desplat
Suite française
(2014) Il racconto dei racconti
(2015)
La musique du film est composée par le Français Alexandre Desplat. La chanson du générique de fin, "Miracles", est écrite et interprétée par le groupe britannique Coldplay.
Liste des titres
1. We Are Here - 1:49
2. Torrance Tornado - 2:55
3. Coming Home - 2:16
4. Olympic Kick - 3:47
5. God Made the Stars - 1:39
6. Surprise Mac Attack - 1:38
7. Albatross - 1:01
8. Mac's Death - 2:39
9. Solitary - 1:42
10. Making Gnocchi - 1:10
11. Drive to Radio Tokyo - 1:18
12. Japanese Attack - 3:30
13. Trip to Omori - 2:51
14. Bombing Tokyo - 1:42
15. Rain - 1:27
16. Dead Comrades - 2:19
17. To Naoetsu - 3:53
18. Broken Ankle - 2:20
19. The Bird's Farewell - 2:25
20. Radio Reading - 1:12
21. The Plank - 4:53
22. The War Is Over - 6:01
23. Unbroken - 2:29
24. Miracles (interprété par Coldplay) - 3:55

## Distinctions
Source : Internet Movie Database

### Récompenses
- American Film Institute Awards 2014 : top 10 des meilleurs films de l'année
- Chicago Film Critics Association Awards 2014 : meilleur espoir pour Jack O'Connell (également pour Les Poings contre les murs)
- National Board of Review Awards 2014 :
  - Top 2014 des meilleurs films
  - Meilleur espoir pour Jack O'Connell (également pour Les Poings contre les murs)
- Saturn Awards 2015 : meilleur film d'action ou d'aventures
- Screen Actors Guild Awards 2015 : meilleure équipe de cascadeurs

### Nominations
- Critics' Choice Movie Awards 2015 :
  - Meilleur film
  - Meilleur réalisateur pour Angelina Jolie
  - Meilleur scénario adapté pour Joel et Ethan Coen, Richard LaGravenese et William Nicholson
  - Meilleure photographie pour Roger Deakins
- Oscars du cinéma 2015 :
  - Meilleure photographie pour Roger Deakins
  - Meilleur montage de son pour Becky Sullivan et Andrew DeCristofaro
  - Meilleur mixage de son pour Jon Taylor, Frank A. Montaño and David Lee

## Autour du film
- Louis Zamperini est l'une des premières personnes à voir le film avec Angelina Jolie, avant son décès le 2 juillet 2014[5].
- Clay Zamperini, le petit-fils de Louis Zamperini, fait un caméo dans le rôle d'un porteur de la flamme olympique[5].
- Angelina Jolie et le directeur de la photographie Roger Deakins se sont inspirés du film La Colline des hommes perdus de Sidney Lumet (1965)[5].

### Suite
- Une suite, Unbroken: Path to Redemption, sort en 2018.